# Tim Handwerker
 (août 2025).
Tim Handwerker, né le 19 mai 1998 à Bergisch Gladbach en Allemagne, est un footballeur allemand qui évolue au poste d'arrière gauche au FC Utrecht, en prêt du FC Nuremberg.

## Biographie

### FC Cologne
Natif de Bergisch Gladbach en Allemagne, Tim Handwerker est un pur produit du centre de formation du Bayer Leverkusen, où il évolue dans les équipes de jeunes pendant 10 ans. Il ne joue cependant aucun match avec l'équipe première, et en 2017 il rejoint le FC Cologne, où il est dans un premier temps intégré à l'équipe réserve. Le 1er octobre 2017, il fait ses débuts en professionnel, lors d'un match de Bundesliga face au RB Leipzig. Il entre en jeu à la place de Frederik Sørensen, et délivre sa première passe décisive sur le but de son coéquipier Yuya Osako, mais son équipe s'incline tout de même sur le score de deux buts à un.

### FC Groningue
Tim Handwerker est prêté au FC Groningue aux Pays-Bas pour la saison 2018-2019. Le 25 août 2018, il joue son premier match sous ses nouvelles couleurs, lors d'une rencontre d'Eredivisie face à De Graafschap. Il est titulaire et délivre une passe décisive sur le but de Michael Breij (en), qui donne la victoire à son équipe (0-1). 

### FC Nuremberg
Le 4 juillet 2019, Tim Handwerker est recruté par le FC Nuremberg, club qui vient d'être relégué en deuxième division allemande. Il joue son premier match pour le club le 27 juillet 2019, lors de la première journée de championnat, face au SG Dynamo Dresde. Il est titulaire lors de ce match remporté par les siens (0-1). Le 30 janvier 2020, Handwerker inscrit son premier but pour Nuremberg lors d'une rencontre de championnat face au Hambourg SV. Son équipe s'incline toutefois sur le score de quatre buts à un ce jour-là.

### En équipe nationale
Avec les moins de 19 ans, il joue une rencontre amicale face à la Tchéquie en novembre 2016 (défaite 1-2), puis une autre face au Danemark en avril 2017 (victoire 3-1).
Le 5 septembre 2019, Handwerker joue son premier match avec l'équipe d'Allemagne espoirs, lors d'une rencontre amicale face à la Grèce. Il est titulaire à son poste de prédilection, et son équipe s'impose sur le score de deux buts à zéro.

## Statistiques
| Saison                | Club                  | Championnat           | Championnat | Championnat | Coupe(s) nationale(s) | Coupe(s) nationale(s) | Compétition(s) continentale(s) | Compétition(s) continentale(s) | Compétition(s) continentale(s) | Playoffs | Playoffs | Total | Total |
| Saison                | Club                  | Division              | M.          | B.          | M.                    | B.                    | Comp.                          | M.                             | B.                             | M.       | B.       | M.    | B.    |
| 2017-2018             | FC Cologne II         | RN West               | 13          | 1           | -                     | -                     | -                              | -                              | -                              | -        | -        | 13    | 1     |
| 2018-2019             | FC Cologne II         | RN West               | 2           | 0           | -                     | -                     | -                              | -                              | -                              | -        | -        | 2     | 0     |
| Sous-total            | Sous-total            | Sous-total            | 15          | 1           | 0                     | 0                     | -                              | 0                              | 0                              | 0        | 0        | 15    | 1     |
| 2017-2018             | FC Cologne            | Bundesliga            | 11          | 1           | 1                     | 0                     | C3                             | -                              | -                              | -        | -        | 12    | 1     |
| Sous-total            | Sous-total            | Sous-total            | 11          | 1           | 1                     | 0                     | -                              | 0                              | 0                              | 0        | 0        | 12    | 1     |
| 2018-2019             | FC Groningue (prêt)   | Eredivisie            | 31          | 0           | 1                     | 0                     | -                              | -                              | -                              | 2        | 0        | 34    | 0     |
| Sous-total            | Sous-total            | Sous-total            | 31          | 0           | 1                     | 0                     | -                              | 0                              | 0                              | 2        | 0        | 34    | 0     |
| 2019-2020             | FC Nuremberg          | 2.Bundesliga          | 27          | 1           | 2                     | 0                     | -                              | -                              | -                              | -        | -        | 29    | 1     |
| 2020-2021             | FC Nuremberg          | 2.Bundesliga          | 34          | 1           | 1                     | 0                     | -                              | -                              | -                              | 2        | 0        | 37    | 1     |
| 2021-2022             | FC Nuremberg          | 2.Bundesliga          | 34          | 1           | 2                     | 0                     | -                              | -                              | -                              | -        | -        | 36    | 1     |
| 2022-2023             | FC Nuremberg          | 2.Bundesliga          | 8           | 0           | 2                     | 0                     | -                              | -                              | -                              | -        | -        | 10    | 0     |
| 2023-2024             | FC Nuremberg          | 2.Bundesliga          | 10          | 1           | 2                     | 0                     | -                              | -                              | -                              | -        | -        | 12    | 1     |
| Sous-total            | Sous-total            | Sous-total            | 113         | 4           | 9                     | 0                     | -                              | 0                              | 0                              | 2        | 0        | 124   | 4     |
| 2023-2024             | FC Utrecht (prêt)     | Eredivisie            | -           | -           | -                     | -                     | -                              | -                              | -                              | 2        | 0        | 2     | 0     |
| Sous-total            | Sous-total            | Sous-total            | 0           | 0           | 0                     | 0                     | -                              | 0                              | 0                              | 0        | 0        | 0     | 0     |
| Total sur la carrière | Total sur la carrière | Total sur la carrière | 163         | 6           | 11                    | 0                     | -                              | 0                              | 0                              | 4        | 0        | 178   | 6     |